# Rhipidura phoenicura
El abanico colirrojo (Rhipidura phoenicura) es una especie de ave paseriforme de la familia Rhipiduridae endémica Java, Indonesia.

## Distribución y hábitat
Se encuentra únicamente en las montañas de la isla de Java, en Indonesia. Su hábitat natural son los bosques tropicales montanos húmedos de la isla.